# 奥斯特瓦尔德色彩系统

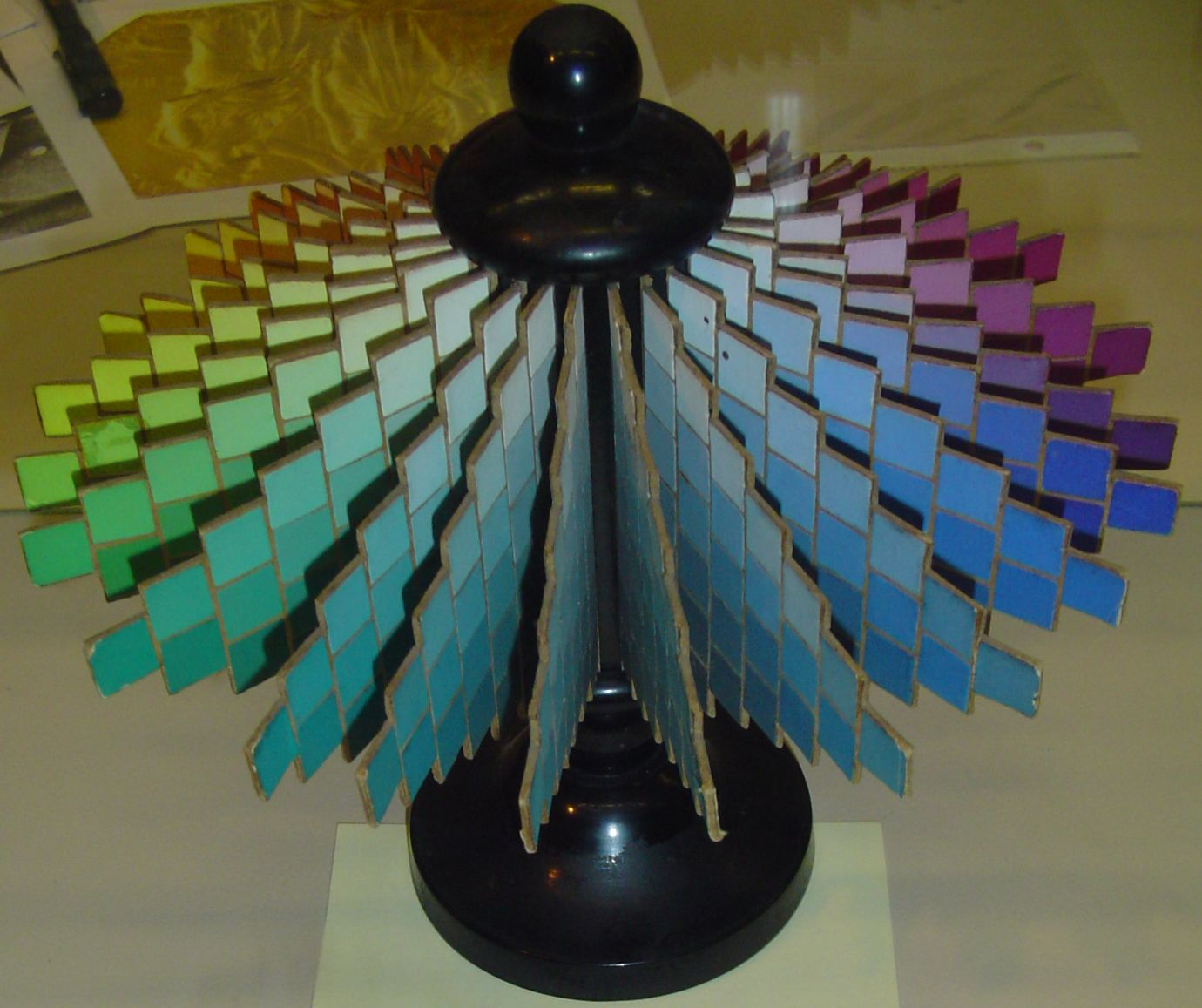
奥斯特瓦尔德色彩立体

奥斯特瓦尔德色彩系统是一个色彩系统，由德国化学家威廉·奥斯特瓦尔德（Wilhelm Ostwald）于1920年发表。是顯色系。
在这个系统认为，所有颜色都是由“黑”（B），“白”（W），“纯色”（F）三种成分按照一定的面积比例旋转混色得到，而且  W+B+F=100（%）。所以描述一个特定颜色，只要给出三种变量的具体数值就可以了。

## 色相
常用色相编号从1到24。
先指定两对相反色，红绿和黄青（ultramarine blue），分别置于色相环四分之一的位置，之后在他们之间配置出四种中间色，即红+黄=橙，红+青=紫，青+绿=青绿（turquoise），黄+绿=黄绿（leaf green），最后将这八种基本色各分成三种，形成24色的色相环。按照光谱顺序，黄色1，2，3开始顺时针编号，到最后黄绿色22，23，24。色相环上相对的颜色是物理补色，混合以后成为黑白灰的无彩色。

## 等色相面
将纯色，黑，白放在正三角形顶点，形成“等色相三角形”。黑白边分成8阶，按照字母顺序从白到黑分别为（白）a, c, e, g, i, l, n, p（黑）。这样平行于白-纯色边的颜色，用两个字母表示，如pe-ne-le-ie-ge,它们的黑色成分是一样的（都是e级），称为“等黑系列”；同理，平行于黑-纯色边的颜色，如la-lc-le-lg-li，成为“等白系列”。

## 色彩立体
由于等色相是正三角形，各个色相组合而成的色彩立体是底面重合的二重圆锥，陀螺状。

## 色彩标记
对于有彩色，采用的是“色彩编号”+“白色量”+“黑色量”，即阿拉伯数字加两个字母，如8pa表示纯色的红。